# Цыплаков, Юрий Алексеевич
Юрий Алексеевич Цыплаков (4 апреля 1970, Ленинград, СССР) — советский и российский хоккеист, нападающий; судья.

## Биография
С 1977 года занимался в «Красной Заре», с 1981 — в СКА, в клубе провёл 11 сезонов (1988/89 — 1999/2000), 353 игры, забил 70 голов.
Участник чемпионата мира 1994 года, был центральным нападающим в звене с Валерием Буре и Сергеем Березиным. Набрал два очка (1+1), забросил шайбу в матче со сборной Италии.
Завершил карьеру в 1999 году из-за травмы плеча в возрасте 29 лет. Хотел работать помощником у Вячеслава Лаврова, но тот погиб в мае 2000. Стал работать хоккейным судьёй, начинал с первенства Санкт-Петербурга.
В матче плей-офф сезона 2006/07 «Локомотив» — «Авангард» после столкновения с Григорием Шафигулиным получил надрыв аорты. Провёл три недели в реанимации, похудел на 17 килограммов, восстанавливался полтора года. Вернувшись, работал в высшей лиге, с сезона 2009/10 — судья КХЛ.
Сын Алексей также хоккеист.